# Manuel Pérez Barriopedro
Manuel Pérez Barriopedro (Madrid, 17 de octubre de 1947) es un fotógrafo español, ganador del premio World Press Photo of the Year del año 1981.

## Biografía
Empezó a trabajar en la Agencia EFE a los 14 años, como aprendiz en el laboratorio fotográfico de la agencia, encargado de preparar los materiales para revelar los carretes. Poco a poco comienza a aportar fotografías propias a la agencia como fotógrafo de calle, dedicándose en los años setenta a ilustrar los cambios de los últimos años del franquismo y la transición.
Su foto más conocida es la del teniente coronel Antonio Tejero en el Congreso de los Diputados de España durante el Golpe de Estado en España de 1981. Dicha foto ganó el premio World Press Photo of the Year a la foto periodística más importante del año. El jurado de la World Press Foto, asociación de profesionales holandeses del periodismo, para conceder el premio debió elegir entre 5.319 fotografías enviadas por 915 fotógrafos de 51 países. Además, la foto también ganó el Premio Nacional de Periodismo.
Además de los anteriores, ha ganado los premios Ortega y Gasset por una foto de la familia real durante la final de waterpolo de los Juegos Olímpicos de Barcelona 1992, premio Mingote de ABC y la medalla al Mérito en el Trabajo.
Durante su carrera en la agencia EFE, ocupó los puestos de jefe de fotógrafos, redactor jefe y subdirector del servicio gráfico. Ha viajado como enviado especial a los cinco continentes, siguiendo a jefes de Estado, y cubriendo grandes acontecimientos de toda índole. Durante varios años ha sido presidente de la Asociación de Periodistas Gráficos y miembro de la junta directiva de la Asociación de la Prensa de Madrid. Actualmente se encuentra retirado de la vida activa, pero da charlas para difundir el mundo de la fotografía y el fotoperiodismo.